# Flagge von South Australia

Seitenverhältnis 1:2

Dienstflagge des Gouverneurs

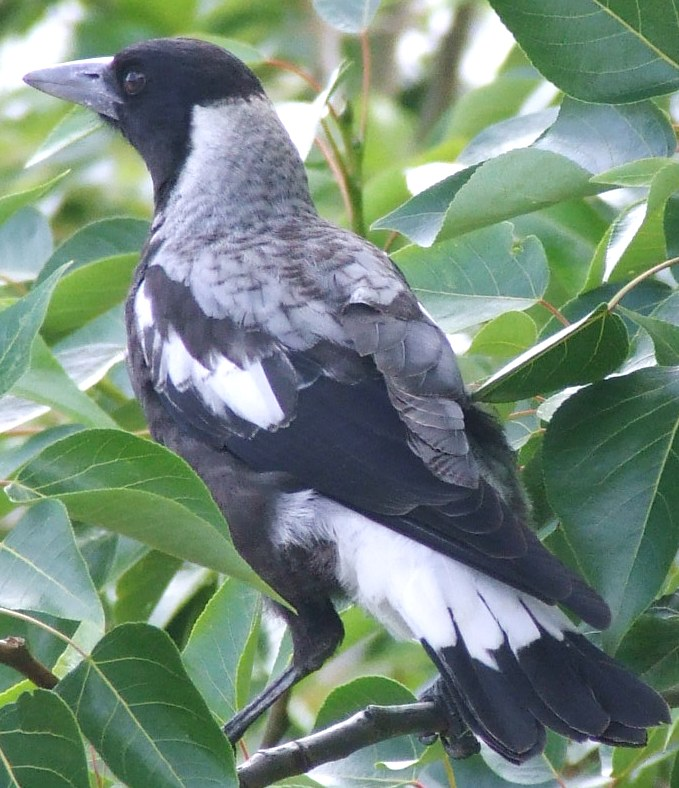
Der Piping Shrike

Die Flagge von South Australia wurde am 13. Januar 1904 eingeführt. Sie ist eine Variante der britischen Blue Ensign, mit dem Abzeichen des Bundesstaates im Flugteil. Das Emblem zeigt auf einer gelben Scheibe einen einheimischen Vogel, den Piping Shrike (Flötenvogel, Gymnorhina tibicen leuconata) mit ausgebreiteten Flügeln. 

## Frühere Flaggen

Flagge von 1870

1870 hatte South Australia die erste Flagge eingeführt. Sie war ebenfalls eine abgewandelte Blue Ensign. Auf der schwarzen Scheibe im Flugteil war das Sternbild Kreuz des Südens sowie die beiden Sterne Alpha und Beta Centauri abgebildet. 
1876 führte die Kolonie eine neue Flagge mit einem veränderten Abzeichen ein. Dieses zeigte die Ankunft von Britannia (eine Frau mit goldenem Gewand und einem Schild in der Hand, die Siedler repräsentierend) und ihre Begegnung mit einem auf einem Felsen sitzenden Aborigine (einen Speer in der Hand haltend). Auf dem Felsen war ein eingeritztes Känguru auszumachen. Das britische Kolonialministerium hatte eine Änderung verlangt, da das Design eine zu große Ähnlichkeit mit der Flagge von Victoria und der Flagge Neuseelands aufwies.